# デュークラバシチニブ
デュークラバシチニブ (Deucravacitinib) は製品名 ソーティクツ (Sotyktu) として上市されている薬剤。乾癬の治療に用いられる。チロシンキナーゼ2 (TYK2) を阻害する経口薬である。(Bristol Myers Squibb製造販売)
デュークラバシチニブは2022年9月に米国 Food and Drug Administration (FDA) により承認された。 オーストラリアでは2022年12月に承認された。米国 FDA はこの薬剤を「first-in-class medication」(画期的新薬)としている。

## 効能または効果
- 既存治療で効果不十分な下記疾患
  - 尋常性乾癬、膿疱性乾癬、乾癬性紅皮症

## 薬理
デュークラバシチニブは選択性の高いアロステリック効果を持つチロシンキナーゼ2 (TYK2) 阻害剤である。

## 化学的修飾
デュークラバシチニブはメチルアミドの持つ3つの水素原子が重水素でデューテリウム(deuterium) で置換されている。